# Zemské volby v Severním Porýní-Vestfálsku 2017
Zemské volby v Severním Porýní-Vestfálsku se v roce 2017 konaly 14. května, přibližně pět let po volbách v roce 2012. Volilo se nejméně 181 poslanců zemského sněmu Severního Porýní-Vestfálska na dalších pět let.

## Volební systém

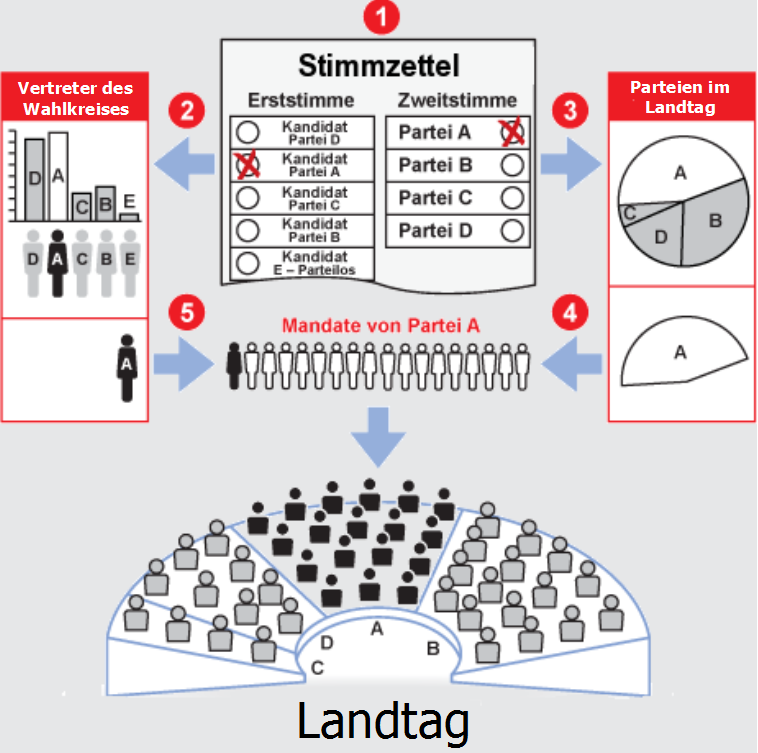
Schematický náčrt volebního systému

Volební systém je z hlediska rozložení sil v parlamentu v zásadě poměrný, ale z hlediska výběru kandidátů se jedná o smíšený volební systém. Každý volič má dva hlasy. Prvním hlasem volič vybírá kandidáta v rámci svého volebního obvodu, systémem relativní většiny je v obvodu vybrán vítěz a ten získá mandát. Takto je rozděleno přesně 128 mandátů za 128 volebních obvodů. Dalších 53 mandátů je rozděleno podle druhých hlasů poměrným volebním systémem (Sainte-Lauëovou metodou) mezi strany, které překročí uzavírací klauzuli 5 %. Na závěr ovšem ještě mohou být (a obvykle jsou) přidávány další mandáty, aby bylo dosaženo celkově poměrného zastoupení jednotlivých stran podle druhých hlasů. Takto získaly strany, zastoupené v zemském sněmu po volbách 2017, ještě dalších 18 mandátů. V novém zemském sněmu tak od roku 2017 zasedlo na dalších pět let 199 poslanců.

## Politická situace před volbami
Po volbách v roce 2012 se vlády ujala koalice vítězné Sociálnědemokratické strany Německa (SPD, 39,1 %, 99 mandátů) a třetích Zelených (11,3 %, 29 mandátů), zatímco druhá Křesťanskodemokratická unie (CDU, 26,3 %, 67 mandátů), čtvrtá C a pátá Pirátská strana Německa (7,8 %, 20 hlasů) zůstaly v opozici a Levice nepřekonala s 2,5 % uzavírací klauzuli. Premiérkou nové vlády se stala Hannelore Kraftová z SPD a navázala tak na svou první vládu z předchozího volebního období.

### Předvolební průzkumy
Portréty hlavních kandidátů stran, které ve volbách získaly mandáty v zemském sněmu:
|                    |               |                    |                   |                 |
| Hannelore Kraftová | Armin Laschet | Sylvia Löhrmannová | Christian Lindner | Marcus Pretzell |
| SPD                | CDU           | Zelení             | FDP               | AfD             |

Průzkumy veřejného mínění v průběhu května ukazovaly, že CDU si polepšila a SPD naopak pohoršila a obě tak soupeřily o vítězství s preferencemi kolem 31 %, s krátkodobým trendem spíše ve prospěch CDU. Svobodná demokratická strana (FDP) měla oproti posledním volbám posílit zhruba na 12 % a skončit před ostatními stranami jako třetí. Do parlamentu se měla dostat i nově kandidující Alternativa pro Německo (AfD) se ziskem mezi 6 a 9 %, stejně jako Zelení s 6-7 %, pro které by to znamenalo výrazný pokles. Naději uspět měla těsně i Levice s preferencemi 5-6 %, pro kterou by to naopak znamenalo vzestup zhruba o 3 %.
Protože obě koaliční strany SPD a Zelení podle průzkumů ztrácely oproti minulým volbám a jejich společné preference byly zhruba jen 38 %, bylo pokračování dosavadní vládní koalice považováno již před volbami za nepravděpodobné.

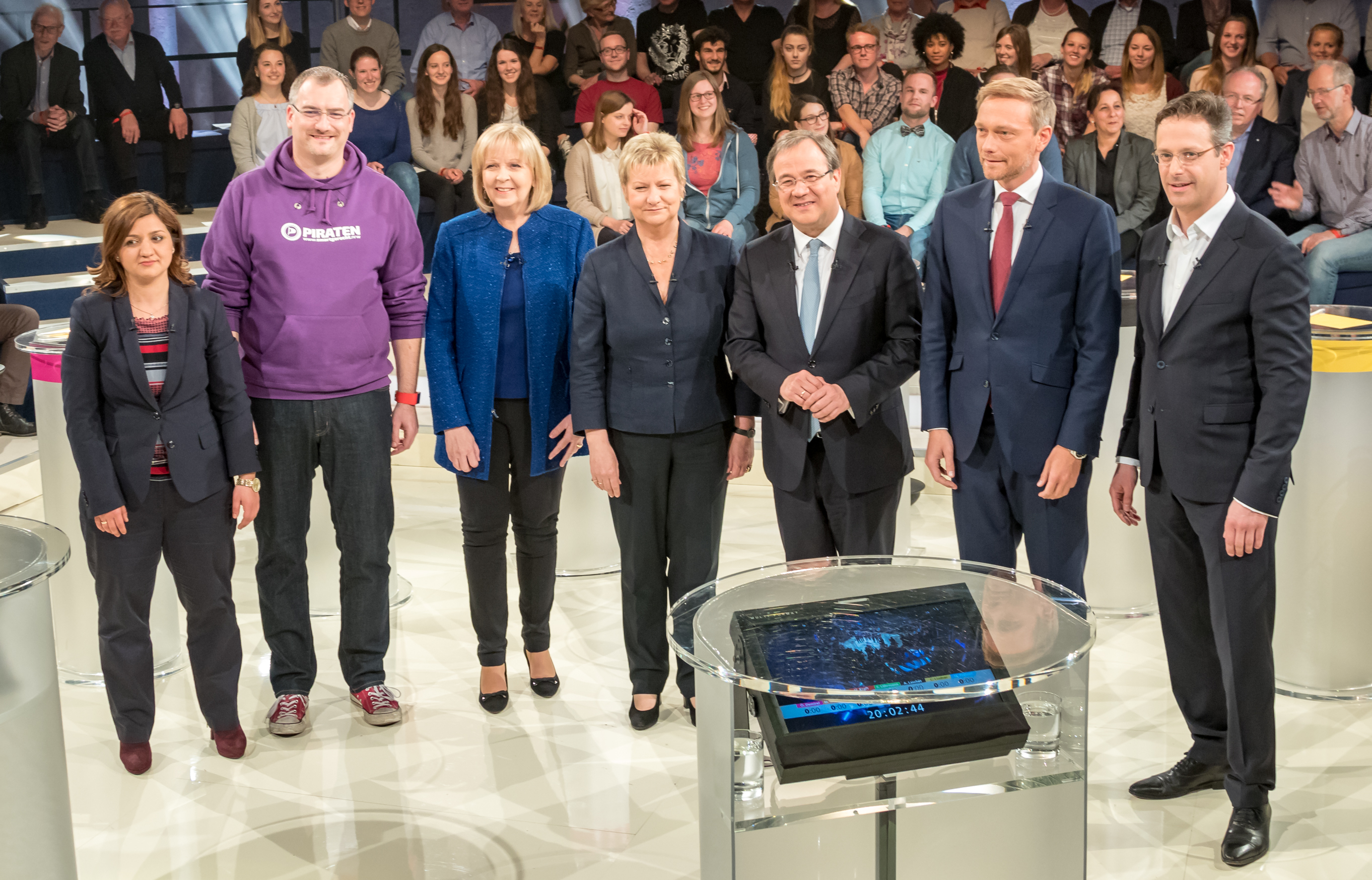
Hlavní kandidáti politických stran před televizní debatou „Volební aréna“ (Wahlarena), 2017

## Volební výsledky a nová zemská vláda

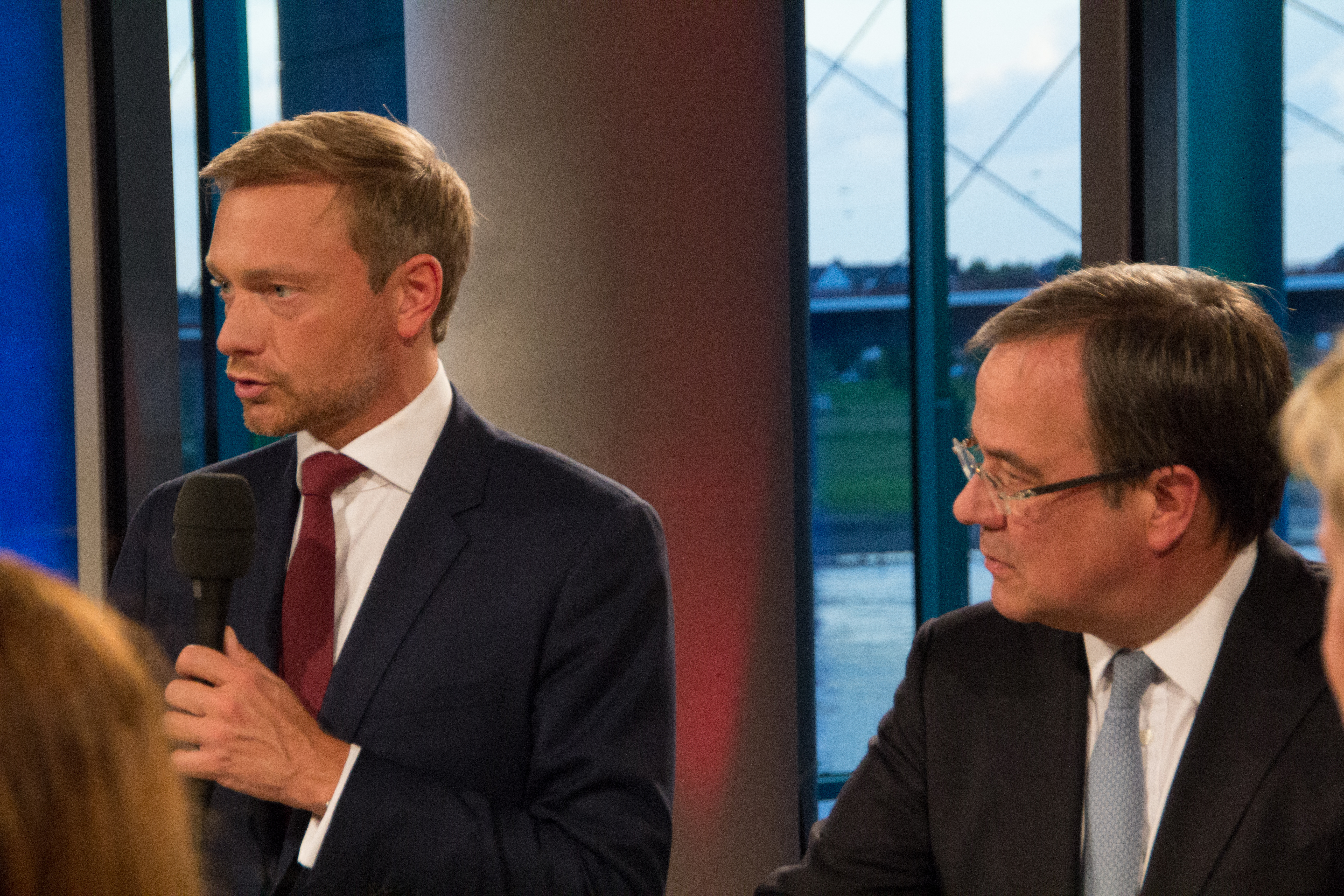
Christian Lindner a Armin Laschet v pozdních hodinách 14. května 2017

Volby skončily vítězstvím Křesťanskodemokratická unie (CDU, 33 % a 72 mandátů), která si polepšila oproti volbám v roce 2012 o výrazných 6,7 procentního bodu a přeskočila tak Sociálnědemokratickou stranu Německa (SPD, 31,2 % a 69 mandátů), která naopak 7,9 procentního bodu ztratila. Horšího zisku dosáhl rovněž dosavadní koaliční partner SPD, Zelení (6,4 % a 14 mandátů), kteří přišli o 4,9 procentního bodu a skončili celkově až pátí. Koalice SPD a Zelených tak ztratila svou dosavadní většinu mandátů v zemském sněmu, jak ukazovaly již předvolební průzkumy. Svobodná demokratická strana (FDP, 12,6 % a 28 mandátů), si naopak výrazně polepšila, a to o 4 procentní body. Na čtvrtém místě se umístila se 7,4 % a 16 mandáty Alternativa pro Německo (AfD), která se do zemského sněmu Severního Porýní-Vestfálska dostala poprvé. Naopak z něj vypadla Pirátská strana Německa (jen 1 % hlasů, tedy propad o 6,8 procentního bodu). Do zemského sněmu se opět nedostala strana Levice, která se 4,9 % skončila velmi těsně pod úrovní uzavírací klauzule.
Výsledky voleb vedly ke koaličnímu jednání mezi zemským předsedou CDU Arminem Laschetem a předsedou nejen zemské, ale i celoněmecké FDP Christianem Lindnerem. Tito politici domluvili vznik nové zemské vlády Armina Lascheta a její složení.